# Stocletpaleis
Het Stocletpaleis (Frans: Palais Stoclet) is een villa aan de Tervurenlaan in de Brusselse gemeente Sint-Pieters-Woluwe naar een ontwerp van de Oostenrijkse architect Josef Hoffmann, opgeleverd in 1911. Het gebouw wordt beschouwd als diens magnum opus en het sluitstuk van de jugendstil (art nouveau). De naam- en opdrachtgever van de villa was de zakenman Adolphe Stoclet.

## Bewoners
Adolphe Stoclet geboren in 1871 kwam uit een Belgische bankiersfamilie. Hij studeerde af als burgerlijk ingenieur en werd vervolgens directeur van de toenmalige Société Générale. In de periode 1902-04 reisde hij regelmatig voor zaken naar Wenen waardoor hij kennismaakte met de Wiener Secession en de architectuur van Josef Hoffmann. Stoclet gaf aan Hoffmann de opdracht tot het bouwen van een stadsresidentie. Hij verkreeg naast een onbeperkt budget ook de vrije hand in het concept en de uitwerking voor deze opdracht.
De beau monde van die tijd, waaronder Jean Cocteau, Anatole France, Sacha Guitry, Darius Milhaud, Serge Diaghilev en Igor Stravinsky, kwam er regelmatig op bezoek.
Het gebouw bleef bewoond tot 2002, het jaar waarin schoondochter Anny Stoclet-Geers overleed.

## Architectuur
Het gebouw kwam tussen 1905 en 1911 tot stand. Hoffmann liet de decoratie over aan verschillende leden van de door hemzelf opgerichte Wiener Werkstätte. De belangrijkste doelstelling van de Wiener Werkstätte was de integratie van kunst en kunstnijverheid. Met het Stocletpaleis werd een Gesamtkunstwerk gecreëerd van architectuur, interieurontwerp, decoratie en tuinaanleg. Hoffmann en de zijnen waren niet aan financiële grenzen gebonden en konden de meest exclusieve materialen (marmer, verguld metaal, leer) toepassen. Bankierszoon Stoclet, die Hoffmann in 1902 in Wenen had leren kennen, betrok de villa met zijn echtgenote.
Een opvallend element aan de met marmer beklede buitenzijde is de beeldengroep op de toren, een creatie van Franz Metzner. De schilder Gustav Klimt vervaardigde de mozaïeken in de eetzaal, bekend als de Stoclet-fries, en Fernand Khnopff bedacht er decoratief werk. Het gebouw is nog steeds bemeubeld met het oorspronkelijk ontworpen meubilair.
Met zijn geometrische vormen, die contrasteren met de art nouveau die uit Brussel zélf was voortgekomen, loopt het Stocletpaleis van de Weense kunstenaars vooruit op de art deco en het kubisme, stromingen die pas later gemeengoed zouden worden.

## Bescherming en toegankelijkheid
Het gebouw is sinds 1976 beschermd monument en de tuin sinds 2004 beschermd landschap. In 2006 werden de meubelen en voorwerpen die deel uitmaken van het gebouw beschermd. De villa is tot op heden privébezit en niet voor het publiek toegankelijk. Sinds 2002 wordt ze niet meer bewoond. Het Stocletpaleis is op 27 juni 2009 toegevoegd aan de lijst van het werelderfgoed.
Het gebouw behoort in onverdeelde mede-eigendom aan de vier kleindochters van de bouwheer. Rond 2005 wilden drie van hen 300 stukken servies en andere objecten verkopen die speciaal voor het gebouw waren ontworpen. De Brusselse regering kwam tussen om dit te beletten en breidde de bescherming uit op grond van een ruime interpretatie van het begrip "onroerend", wat door de eigenaars vergeefs werd aangevochten tot bij de hoogste gerechtsinstanties. Hierdoor werd de inboedel van het paleis beschermd tegen verkoop. De Raad van State oordeelde, net zoals de Brusselse regering, dat het Paleis een totaalkunstwerk is. Ook de eis tot schadevergoeding werd afgewezen. Weliswaar is alleen al in 2014-2022 voor 336.000 euro conservatiesubsidie uitgekeerd.
Nadat de familie eerder het gebouw niet wilde openstellen voor bezoekers, besliste het Brussels parlement met een ordonnantie in 2024 dat het gebouw, en andere gebouwen op de Werelderfgoedlijst, maximaal 15 dagen per jaar verplicht open moet gesteld worden.

## Afbeeldingen

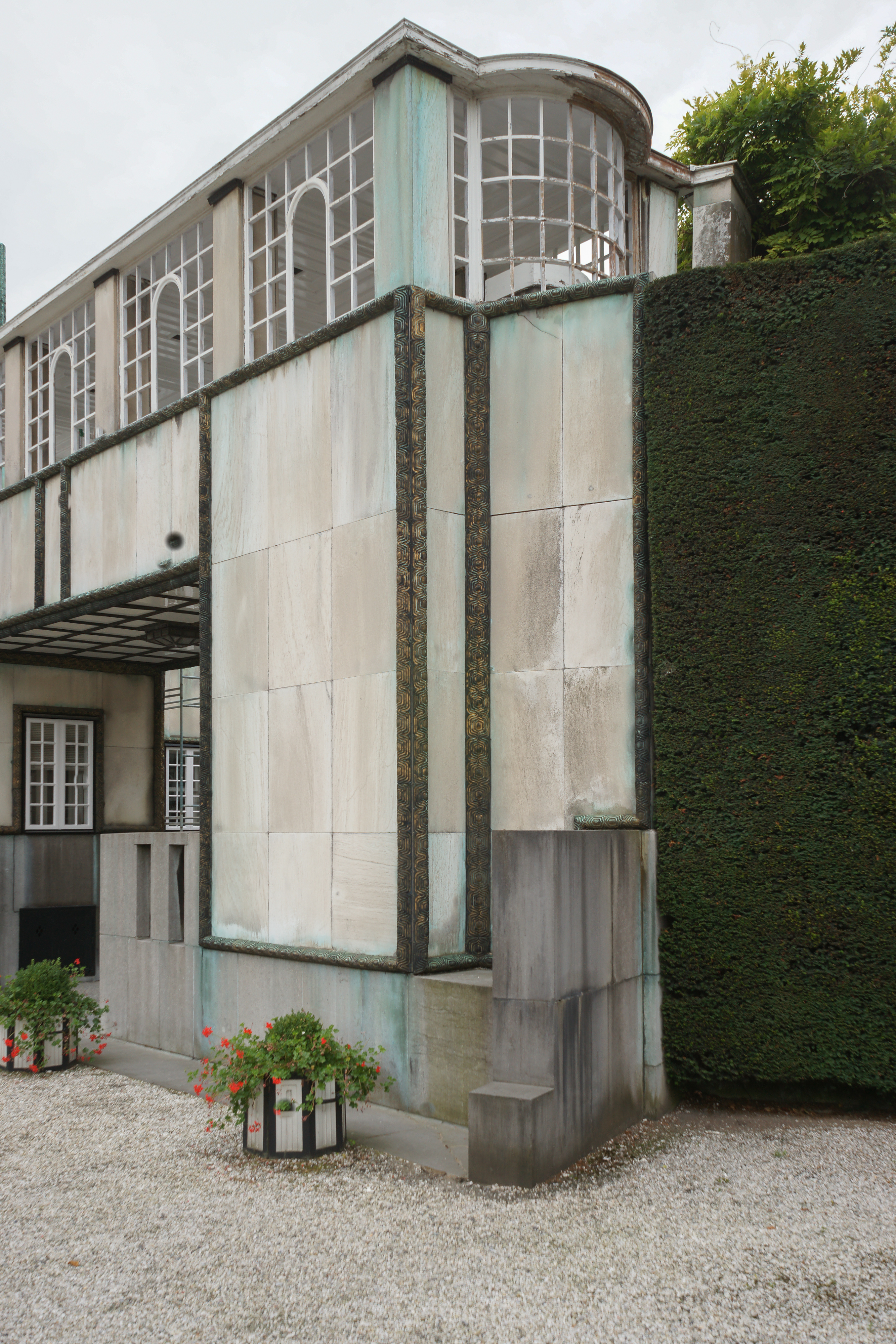
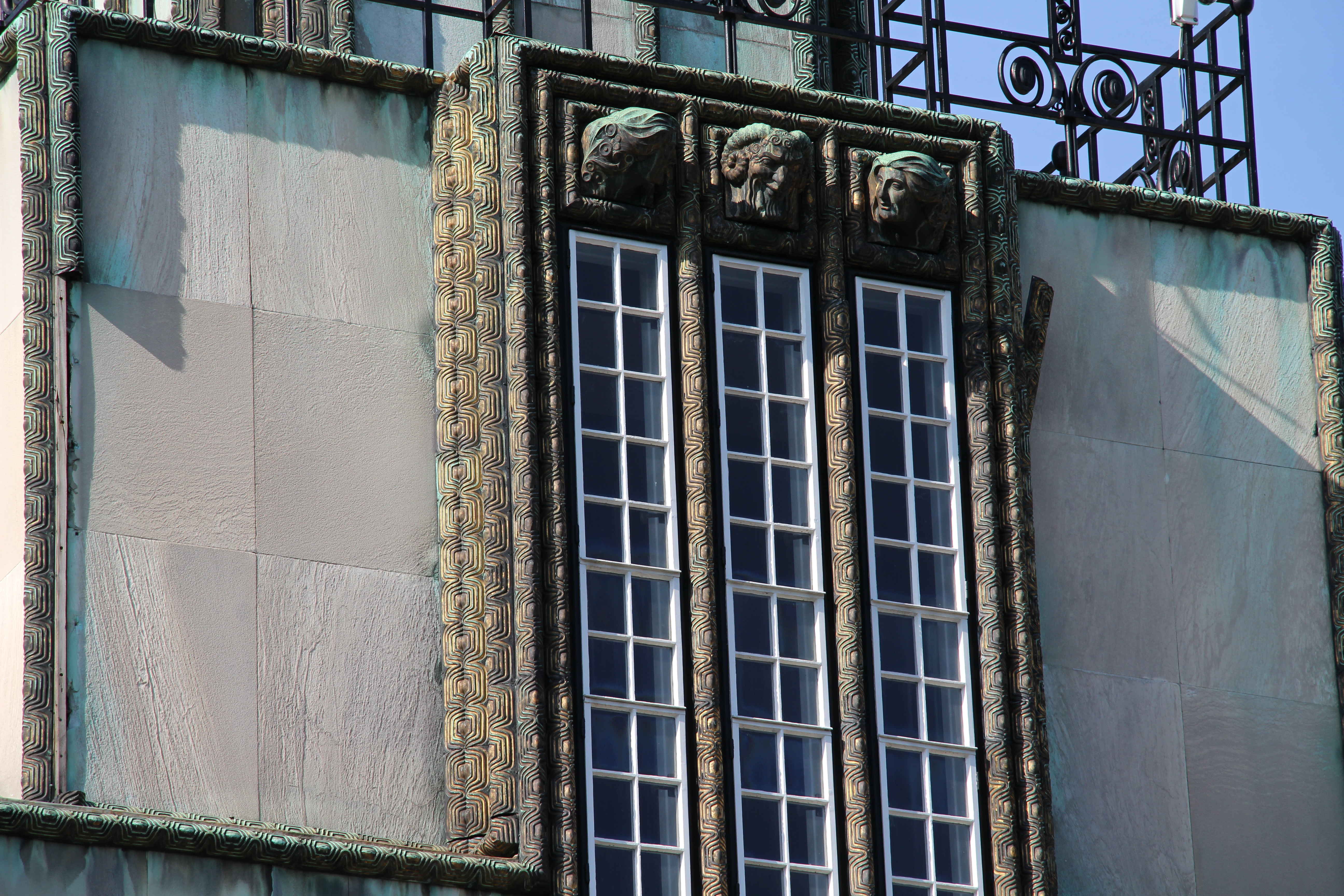
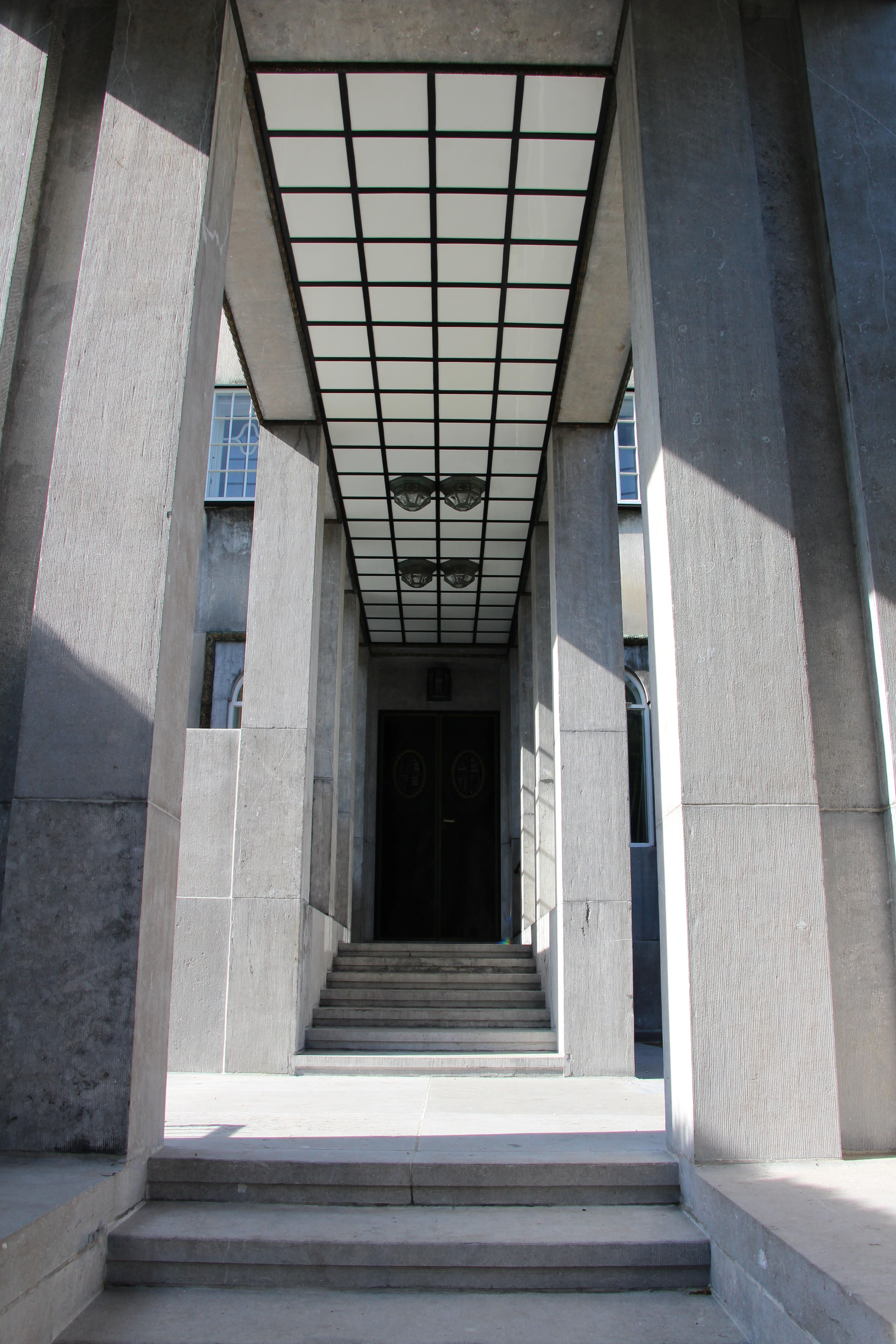
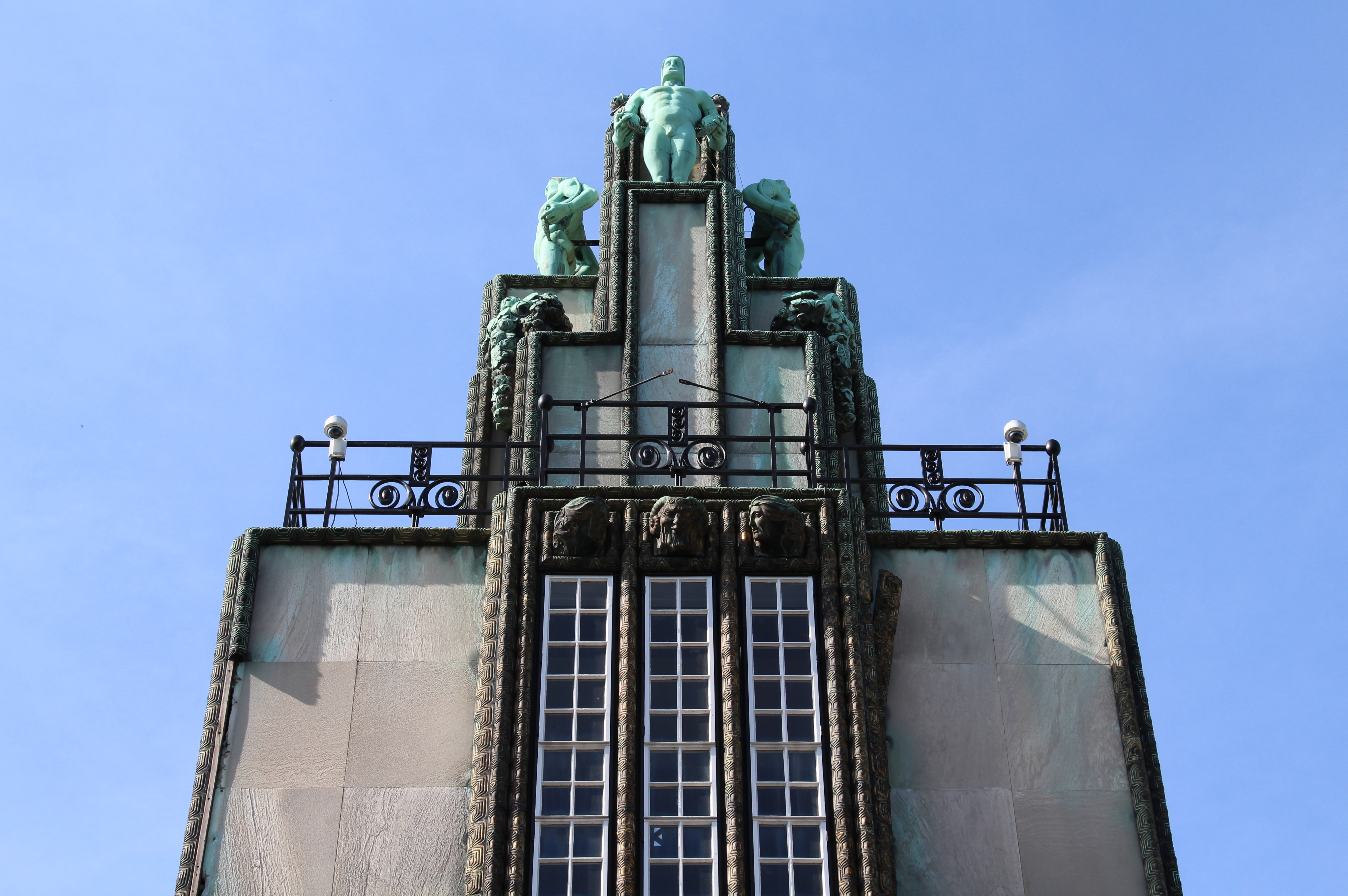
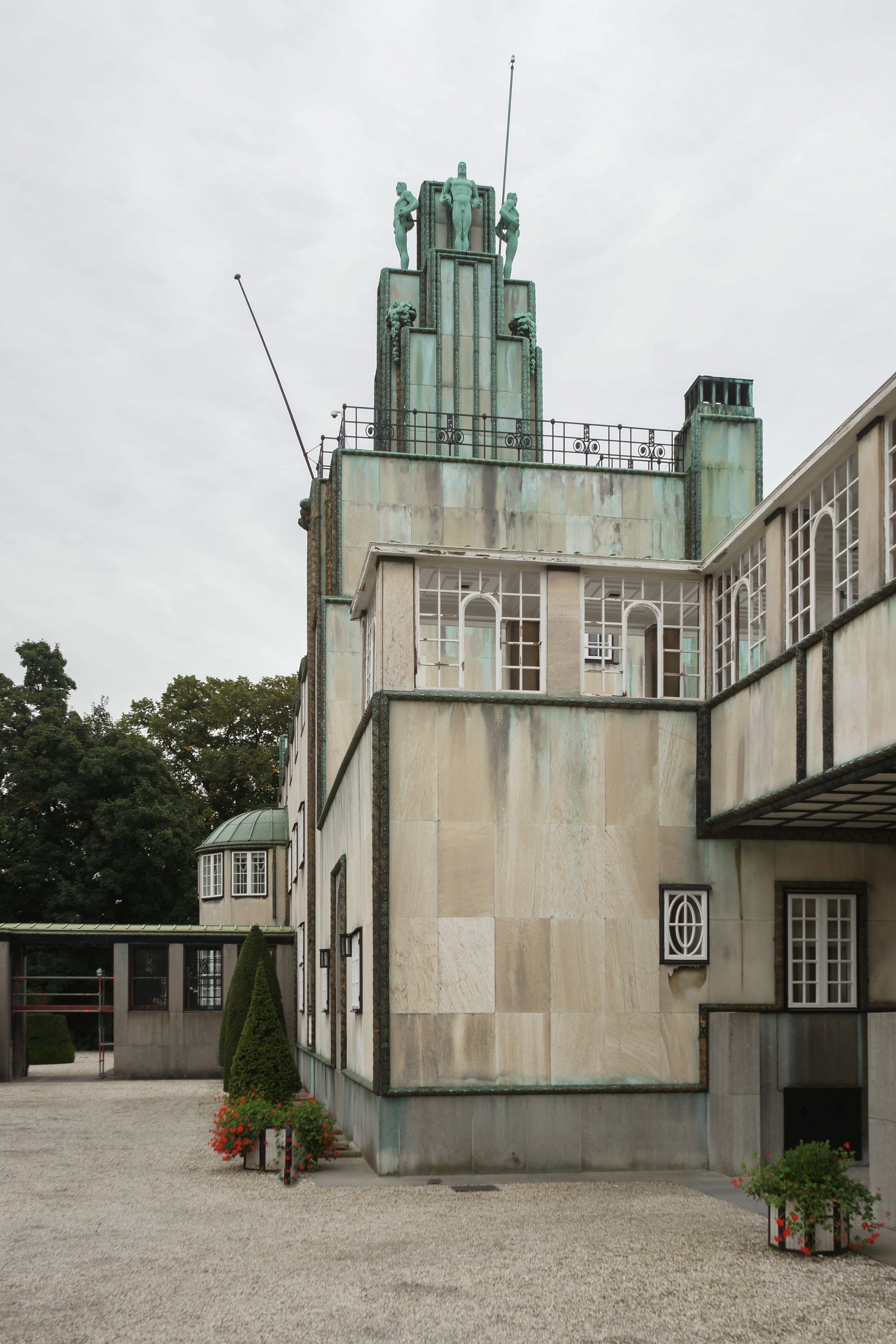